# Dschama'at-e Rabbani

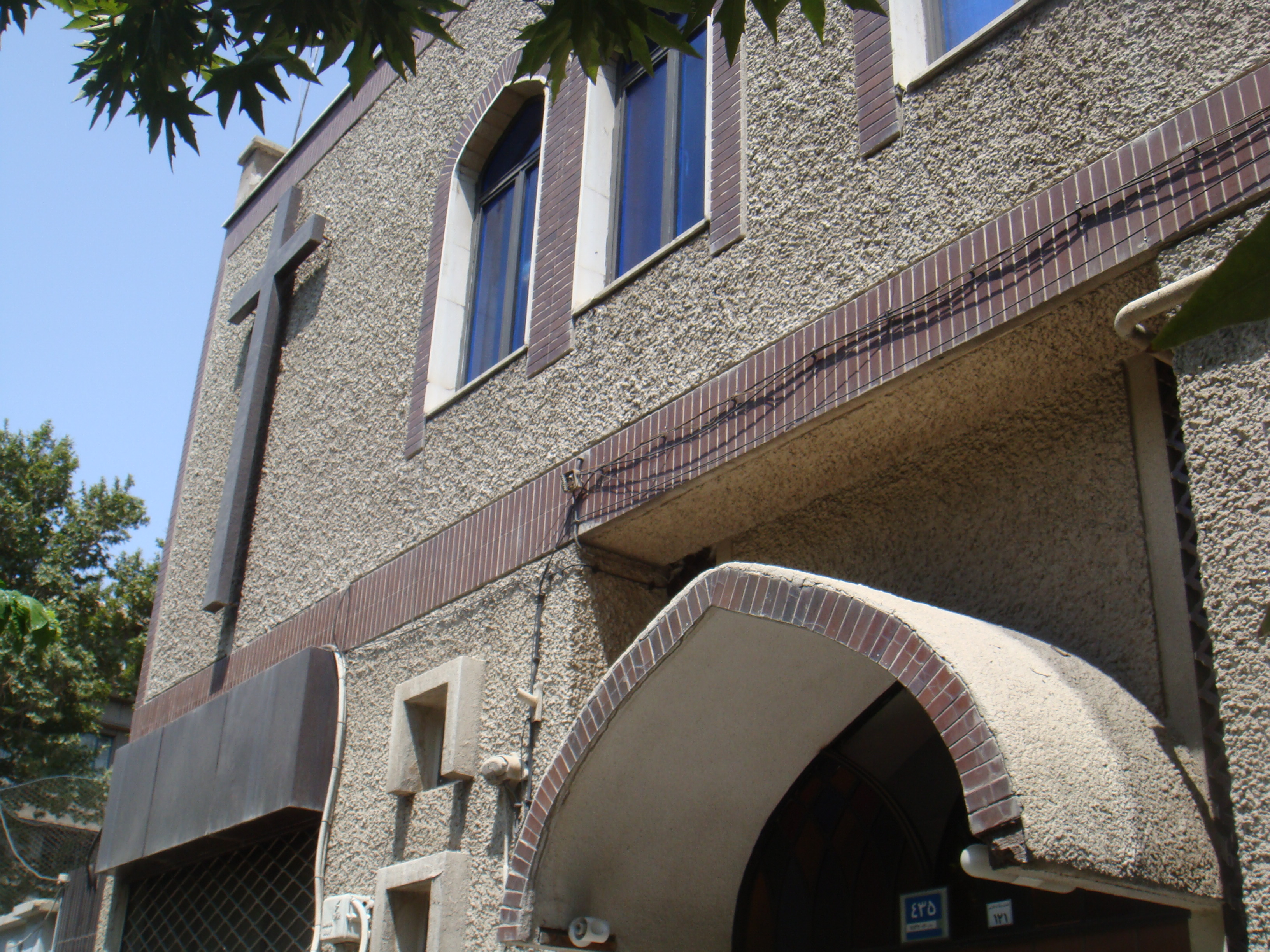
Hauptkirche von Dschama’at-e Rabbani an der Taleqani-Allee, Teheran, 2011 (geschlossen 2013)

Dschama'at-e Rabbani (persisch کلیسای جماعت ربانی ایران Kelisa-ye Dschama’at-e Rabbani-ye Iran oder kurz جماعت ربانی) ist der iranische Zweig der pfingstkirchlichen Versammlungen Gottes. Ihre Mitglieder sind großenteils ehemalige Muslime, zum kleineren Teil ethnische Armenier und Assyrer. 1994 wurden zwei ihrer Leiter, die Pastoren Haik Hovsepian Mehr und Mehdi Dibaj, von Unbekannten ermordet. Wegen ihrer verbotenen Mission unter Muslimen wurde die Pfingstkirche verboten. Ihre Kirchen wurden von den iranischen Behörden ab 2009 geschlossen, als letzte 2013 ihre Hauptkirche in Teheran.

## Geschichte
Die iranische Kirche Dschama'at-e Rabbani wurde in den 1960er Jahren als Teil der Pfingstbewegung gegründet und orientierte sich an der Charismatischen Bewegung, die ihrerseits ihre Anfänge ebenfalls in den 1960er Jahren in den USA hatte. Die ersten Mitglieder waren Armenier und Assyrer des Iran, die sich zu missionarischer Arbeit entschlossen und in kurzer Zeit in mehreren großen Städten des Iran vorherige Muslime für den christlichen Glauben gewinnen konnten.
Nach der Islamischen Revolution wurde der Übertritt von Muslimen zum Christentum verboten. 1985 forderten die Behörden in einem Brief an die Zentrale Pfingstkirche in Teheran die Pastoren auf, sämtliche Versuche zur Bekehrung von Muslimen zum christlichen Glauben einzustellen. Zu dieser Zeit war der Pastor Haik Hovsepian Mehr (1945–1994) an der Zentralen Pfingstkirche Leiter der iranischen Kirche Dschama'at-e Rabbani. Der US-amerikanische christliche Autor Mark Bradley beschreibt Hovsepian als „passionierten Evangelisten, der sich danach sehnte zu sehen, dass sich Muslime zu Christus bekehren“. Hovsepian ignorierte die Forderung der Behörden, und bis zum Ende des Krieges zwischen dem Iran und dem Irak 1988 ging das Gemeindeleben unverändert weiter. 1988 wurden jedoch Haik Hovsepian Mehr und sein Bruder Edward in das Ministerium für Nachrichtenwesen einbestellt und nachdrücklich dazu aufgefordert, keine Muslime mehr zu missionieren. Dies wurde von der Pfingstkirche abermals ignoriert. Ein weiterer Pastor der Pfingstkirche in Teheran war Mehdi Dibaj (auch Debadj, 1935–1994), der in jungen Jahren Christ geworden war. Dibaj wurde 1983 inhaftiert und 1993 wegen Apostasie zum Tode verurteilt. Haik Hovsepian Mehr und der Pastor Tadewos Mikajelean (1932–1994) von der armenisch-evangelischen Kirche St. Johannes setzten sich für den Gefangenen ein, der nach einer internationalen Kampagne am 16. Januar 1994 freigelassen wurde. Am 31. Januar 1994 wurde Hovsepian Mehr tot in einer Leichenhalle aufgefunden. Am 4. Juli 1994 wurde auch Michaelian und am 5. Mai 1994 Dibaj tot aufgefunden. Während evangelische Kirchenvertreter die iranische Regierung für den Tod der Pastoren verantwortlich machten, wies dies die Regierung von sich und beschuldigte kurz darauf die Volksmudschahedin dieser Tat. Ab 1993 verfügten die Behörden ein Verbot, Gottesdienste auf Persisch zu halten, überwachten mit Kameras den Besuch der Gottesdienste und forderten Mitgliedskarten sowie Mitgliederlisten. Gottesdienste wurden nur noch am Sonntag – in Iran einem Arbeitstag – erlaubt und am Freitag, also dem Feiertag, verboten.
Wegen der nach islamischem Recht streng verbotenen Mission unter Muslimen wurden die Kirchen der Dschama'at-e Rabbani nach und nach geschlossen, die ersten bereits während des Krieges des Iran gegen den Irak. Die Pfingstgemeinden gingen so in den Untergrund, die in Arak beispielsweise bereits 1985 und die in Maschhad 1988. So entstanden die ersten illegal organisierten Hauskirchen.
Ab 2009 übernahmen die Revolutionswächter die Verantwortung für die Bekämpfung der Konversion von Muslimen zum Christentum, womit sich die Lage für die Pfingstkirche und andere missionierende Kirchen erschwerte. Ab 2009 gab es Kirchenschließungen in verschiedenen Städten, nachdem die Gemeinden die Aufforderung abgelehnt hatten, die Missionierung und jegliche Gottesdienste in persischer Sprache einzustellen. Um den 19. Mai 2013 forderten die Behörden auch die Pastoren der Zentralen Pfingstkirche in Teheran dazu auf, alle ihre persischsprachigen Gottesdienste einzustellen, doch die Gemeinde lehnte dies ab. Zwei Tage danach wurde der Leiter der Gemeinde, Pastor Robert Asserian, festgenommen. Im Anschluss wurde die Zentrale Pfingstkirche in Teheran von den Behörden geschlossen und ein Schild an der Tür angebracht, dass die Kirche „für dringende Reparaturen geschlossen“ sei. Seitdem wurde sie nicht mehr geöffnet. 2013 waren somit alle Pfingstkirchen im Iran geschlossen, doch gingen diese Christen nunmehr dazu über, sich in schwerer kontrollierbaren Hauskirchen zu organisieren. Nach Angaben von Mark Bradley gab es im Jahre 1987 im Iran 500 Christen mit muslimischem Hintergrund, im Jahre 2007 etwa 50.000 bis 100.000 und im Jahre 2014 rund 100.000 bis 370.000; Bradley zitiert für dieses Jahr aber auch eine sehr weit gehende Schätzung von 700.000. Aus diesen Zahlen schließt Bradley, dass Iran mit den Hauskirchen – in den Untergrund gegangenen evangelikalen Christen – die am schnellsten wachsende christliche Kirche der Welt habe.

## Dschama’at-e Rabbani und andere evangelische Christen
Wie auch mehrere andere protestantische Kirchen, doch im Gegensatz zu den traditionellen und zahlenmäßig größten christlichen Kirchen wie der Armenischen Apostolischen Kirche, der Assyrischen Kirche des Ostens und der Chaldäisch-katholischen Kirche, wird in den Pfingstkirchen Dschama’at-e Rabbani in der Landessprache des Iran, auf Persisch gepredigt, um so die Masse der muslimischen Menschen für die christliche Botschaft zu erreichen. Während sich etwa die Armenische Apostolische Kirche als Nationalkirche versteht, sich nur an Armenier richtet und deshalb nicht unter Muslimen missioniert, verstehen die evangelikalen Pfingstler den Missionsbefehl Jesu Christi (Mt 28,19–20 ) als wesentlichen Teil ihres Lebens als Christen. Es ist für sie wichtig, zur Errettung derzeitiger Muslime durch deren Hinwendung zu Jesus beizutragen. Darüber hinaus haben die Pfingstler des Iran besonders enge und herzliche Beziehungen zu den Pflingstlern in den USA. Weiße evangelikale Christen in den USA gelten als die treuesten Anhänger Donald Trumps, der einen kompromisslos konfrontativen Kurs gegen den Iran eingeschlagen hat. Verfolgten iranischen Christen wie etwa der in die Schweiz geflohenen Dabrina Bet-Tamraz, die aus einer zur Pfingstbewegung gehörenden Pastorenfamilie an der Schahrara-Kirche in Teheran stammt, bietet Trump ein bedeutendes Podium. Konsequenterweise gelten die USA – neben Israel – als „Hauptfeind“ der Islamischen Republik Iran, und die Pfingstler wurden bereits frühzeitig zu einem Hauptziel der Verfolgung durch die Islamische Republik.
Die iranische Zeitschrift Printed in Iran zählt 2016 die Dschama’at-e Rabbani, die iranische Pfingstkirche, als eine von mehreren protestantischen Kirchen im Iran auf, in einer Reihe mit den Presbyterianern, der Assyrischen Evangelischen Kirche, der Assyrischen Pfingstkirche und den Anglikanern. Zu diesem Zeitpunkt waren die Kirchen von Dschama’at-e Rabbani bereits behördlich geschlossen, als letzte die Hauptkirche in der Taleqani-Allee im Mai 2013. Dschama’at-e Rabbani hebt sich durch zwei Merkmale deutlich unter den protestantischen Kirchen hervor: Gab es vor der Islamischen Revolution nur eine sehr begrenzte Anzahl an ehemals muslimischen Konvertiten, so war gerade die charismatische Dschama'at-e Rabbani in dieser Beziehung bereits vor 1979 erfolgreich. Nach der Islamischen Revolution hielt Dschama'at-e Rabbani konsequent daran fest, Muslime zu missionieren und gleichzeitig Predigten auf Persisch zu halten. 2006 waren in Teheran nur noch drei Kirchen geöffnet, die dies taten: zwei presbyterianische Kirchen – die Kirche St. Peter in Imam Chomeini und die Immanuelkirche im Stadtteil Vanak – und die Hauptkirche von Dschama'at-e Rabbani an der Taleqani-Allee. Diese drei hatten im Jahre 2006 weniger als 1000 registrierte Mitglieder. Ein einigendes Merkmal der allermeisten evangelischen Christen des Iran, das sie von ihren Schwesterkirchen (oder Mutterkirchen) in den USA und Großbritannien unterscheidet, ist die Ablehnung des Lehrsatzes der Dreieinigkeit.

## Hauptkirche von Dschama’at-e Rabbani in Teheran und weitere Kirchen
Die Hauptkirche von Dschama’at-e Rabbani wurde als eine der letzten im Mai 2013 geschlossen. Sie ist beziehungsweise war der Sitz der iranischen Pfingstkirche und ist in diesem Artikel mit den geographischen Koordinaten berücksichtigt. Sie befindet sich in der Taleqani-Allee, der ehemaligen Tacht-e-Dschamschid-Allee (Persepolis-Allee), an deren westlichem Abschnitt nahe der Einmündung in die Jerusalemstraße (al-Qods-Straße) in direkter Nähe der Ettefagh-Synagoge. Die alte Hausnummer war 121, doch nach einer größeren Umnumerierungsaktion in Teheran ist es nun die Hausnummer 435.

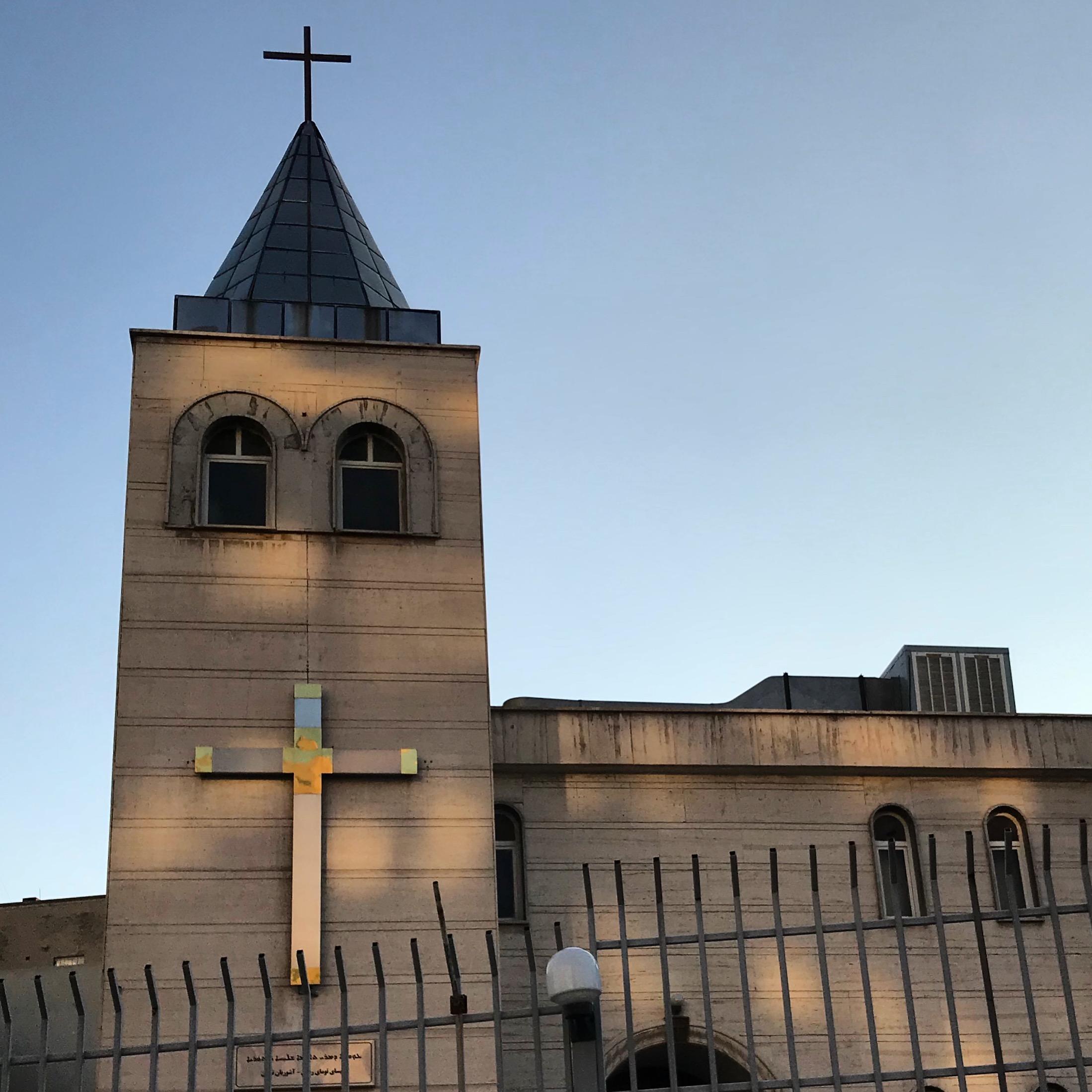
Schahrara-Pfingstkirche, Teheran, 2018 (geschlossen 2009)

Eine weitere ehemalige Pfingstkirche in Teheran ist die Schahrara-Pfingstkirche, die im März 2009 geschlossen wurde. Die Kirche hatte damals etwa 700 bis 800 Gläubige. Der Pastor dieser Kirche, Victor Bet Tamraz, ging daraufhin in den Untergrund und gründete eine Hauskirche. Am 26. Dezember 2014 wurde er mit Mitgliedern seiner Gemeinde in seiner Wohnung festgenommen. Victor Bet Tamraz und seine Frau Shamiram Issavi Khabizeh wurden später zu 10 Jahren Haft verurteilt. Die Kirche wurde als assyrische Kirche gegründet und daher auch als „(Teheraner) Assyrische Pfingstkirche“ (Assyrian Assembly of God Church) bezeichnet, doch wurden ihre Gottesdienste – gerichtet an eine persischsprachige Gemeinde – auf Persisch gehalten. Eine Weile nach ihrer Schließung konnte sie unter der Leitung anderer, assyrischer Geistlicher wieder geöffnet werden, doch ausschließlich mit Gottesdiensten in syrischer Sprache. Die Schahrara-Kirche steht an der Ostseite der Shahr-Ara-Straße und der Südseite der Kirch-Gasse (Kelisa, Sackgasse) im Stadtteil Schahrara.
Im Bezirk Valadabad von Karadsch, etwa 51,5 km westlich von Teheran, besaß Dschama’at-e Rabbani seit den 1970er Jahren etwa 1 ha Land, die Scharon-Gärten. Diese wurde Ende 2016 konfisziert. Der genannte Grund hierfür war die Zusammenarbeit der Pfingstgemeinde mit der Central Intelligence Agency der USA. Am 7. März 2018 wurde der Räumungsbefehl ausgegeben.

## Leitende Pastoren
- 1978 – 1994 Haik Hovsepian Mehr
- 1994 – 2003 Edvard Hovsepian Mehr
- 2003 – Kollektiv von leitenden Pastoren